# تشيستر (ماساتشوستس)
تشيستر (بالإنجليزية: Chester, Massachusetts)‏ هي بلدة أمريكية تقع في الولايات المتحدة في مقاطعة هامبدن (ماساتشوستس). يقدر عدد سكانها بـ 1,308 نسمة ومساحتها 96.2 كم2 وترتفع عن سطح البحر 183 متر.

## أعلام
- رولاند داي